# Olympische Winterspiele 1948/Ski Nordisch
Bei den V. Olympischen Winterspielen 1948 in St. Moritz fanden fünf Wettbewerbe im nordischen Skisport statt. Diese galten gleichzeitig als 17. Nordische Skiweltmeisterschaften. Neben olympischen Medaillen wurden auch Weltmeisterschaftsmedaillen vergeben. Einzige Ausnahme war die Nordische Kombination, in der es ausschließlich olympische Medaillen gab. Austragungsorte waren das Skistadion und die Olympiaschanze. Die Langlaufstrecken führten durch das Gebiet des Stazerwaldes. Deutsche Teilnehmer waren nach dem Zweiten Weltkrieg noch nicht wieder zugelassen.
Mehr denn je dominierten die Sportler aus Skandinavien das Geschehen bei den Nordischen Skiwettbewerben. Alle Medaillen gingen an Schweden, Finnen und Norweger. Die beste Platzierung in einer Einzeldisziplin eines Nicht-Skandinaviers erzielte der Schweizer Niklaus Stump mit Platz vier in der Nordischen Kombination. Darüber hinaus gab es außer skandinavischen Sportlern, abgesehen von der Langlaufstaffel, nur noch einen weiteren Schweizer und einen Tschechoslowaken auf Plätzen unter den ersten acht.

## Bilanz

### Medaillenspiegel
| Platz | Land     | Gold | Silber | Bronze | Gesamt |
| ----- | -------- | ---- | ------ | ------ | ------ |
| 1     | Schweden | 3    | 2      | 2      | 7      |
| 2     | Finnland | 1    | 2      | 1      | 4      |
| 3     | Norwegen | 1    | 1      | 2      | 4      |

### Medaillengewinner
| Konkurrenz        | Gold                                                                           | Silber                                                                           | Bronze                                                                  |
| ----------------- | ------------------------------------------------------------------------------ | -------------------------------------------------------------------------------- | ----------------------------------------------------------------------- |
| 18 km             | Martin Lundström                                                               | Nils Östensson                                                                   | Gunnar Eriksson                                                         |
| 50 km             | Nils Karlsson                                                                  | Harald Eriksson                                                                  | Benjamin Vanninen                                                       |
| 4 × 10 km Staffel | Schweden 000Gunnar Eriksson 000Martin Lundström 000Nils Östensson 000Nils Täpp | Finnland 000August Kiuru 000Teuvo Laukkanen 000Sauli Rytky 000Lauri Silvennoinen | Norwegen 000Erling Evensen 000Olav Hagen 000Reidar Nyborg 000Olav Økern |

| Konkurrenz        | Gold           | Silber      | Bronze               |
| ----------------- | -------------- | ----------- | -------------------- |
| Spezialsprunglauf | Petter Hugsted | Birger Ruud | Thorleif Schjelderup |

| Konkurrenz | Gold        | Silber         | Bronze          |
| ---------- | ----------- | -------------- | --------------- |
| Einzel     | Heikki Hasu | Martti Huhtala | Sven Israelsson |

## Langlauf

### 18 km
| Platz | Land | Sportler               | Zeit (h) |
| ----- | ---- | ---------------------- | -------- |
| 1     | SWE  | Martin Lundström       | 1:13:50  |
| 2     | SWE  | Nils Östensson         | 1:14:22  |
| 3     | SWE  | Gunnar Eriksson        | 1:16:06  |
| 4     | FIN  | Heikki Hasu            | 1:16:43  |
| 5     | SWE  | Nils Karlsson          | 1:16:54  |
| 6     | FIN  | Sauli Rytky            | 1:18:10  |
| 7     | FIN  | August Kiuru           | 1:18:25  |
| 8     | FIN  | Teuvo Laukkanen        | 1:18:51  |
| 9     | NOR  | Olav Hagen             | 1:19:05  |
| 10    | FIN  | Martti Huhtala         | 1:19:28  |
|       |      |                        |          |
| 20    | SUI  | Edi Schild             | 1:22:15  |
| 20    | SUI  | Niklaus Stump          | 1:22:15  |
| 25    | SUI  | Max Müller             | 1:22:40  |
| 26    | SUI  | Robert Zurbriggen      | 1:22:51  |
| 28    | AUT  | Karl Rafreider         | 1:23:19  |
| 30    | SUI  | Theo Allenbach         | 1:24:12  |
| 34    | SUI  | Alfons Supersaxo       | 1:24:29  |
| 36    | AUT  | Josef Gstrein          | 1:25:04  |
| 39    | AUT  | Engelbert Hundertpfund | 1:25:41  |
| 41    | SUI  | Karl Bricker           | 1:25:47  |
| 43    | SUI  | Gottlieb Perren        | 1:26:27  |
| 45    | AUT  | Hias Noichl            | 1:27:34  |
| 46    | AUT  | Josef Deutschmann      | 1:27:43  |
| 61    | AUT  | Paul Haslwanter        | 1:31:00  |
| 64    | AUT  | Karl Martitsch         | 1:31:19  |
| 68    | AUT  | Hubert Hammerschmidt   | 1:32:47  |
| 79    | LIE  | Christof Frommelt      | 1:42:35  |
| 82    | LIE  | Egon Matt              | 1:48:41  |
| 83    | LIE  | Erwin Jehle            | 1:49:26  |

Datum: 31. Januar 1948, 10:00 Uhr

84 Teilnehmer aus 15 Ländern, davon 83 in der Wertung
Gestartet wurde in Abständen von 30 Sekunden. Der Lauf zählte ebenfalls für die Kombination.
Die ersten Meldungen vom Kontrollposten bei 6 km zeigten, dass die Skandinavier bereits ziemlich geschlossen in Führung lagen. Bei der Zwischenzeit bei 12 km lagen die beiden Schweden Nils Östensson und Martin Lundström in Führung, mit über einer Minute Vorsprung auf ihre Konkurrenten. In der zweiten Streckenhälfte schob sich Gunnar Eriksson im Klassement noch vor den Finnen Heikki Hasu und machte so den schwedischen Dreifachsieg perfekt. Dem als Favorit gestarteten Nils Karlsson machte hingegen die dünne Luft zu schaffen, er beendete den Lauf als Fünfter. Als bester Mitteleuropäer erkämpfte sich der Franzose Benoît Carrara den elften Rang, ansonsten reichte die nordische Vorherrschaft bis zum 19. Platz.

### 50 km
| Platz | Land | Sportler          | Zeit (h) |
| ----- | ---- | ----------------- | -------- |
| 1     | SWE  | Nils Karlsson     | 3:47:48  |
| 2     | SWE  | Harald Eriksson   | 3:52:20  |
| 3     | FIN  | Benjamin Vanninen | 3:57:38  |
| 4     | FIN  | Pekka Vanninen    | 3:57:58  |
| 5     | SWE  | Anders Törnkvist  | 3:58;20  |
| 6     | SUI  | Edi Schild        | 4:05:37  |
| 7     | FIN  | Pekka Kuvaja      | 4:10:02  |
| 8     | TCH  | Jaroslav Cardal   | 4:14:34  |
| 9     | NOR  | Kristian Bjørn    | 4:15:21  |
| 10    | NOR  | Martin Jære       | 4:17:11  |
|       |      |                   |          |
| 12    | AUT  | Josef Gstrein     | 4:21:13  |
| 17    | SUI  | Max Müller        | 4:30:51  |
| 19    | SUI  | Louis Bourban     | 4:33:50  |

Datum: 6. Februar 1948, 10:00 Uhr

28 Teilnehmer aux 9 Ländern, davon 20 in der Wertung
Zurückzulegen war zwei Mal eine Runde über 25 km. Da die Strecke um 8 Uhr teilweise mehr Eis als Schnee aufwies, wurde der Start um zwei Stunden hinausgeschoben, um die Wettkämpfer nicht unnötig Stürzen und Gefahren auszusetzen. Frühzeitig gingen die drei Schweden Nils Karlsson, Harald Eriksson und Anders Törnkvist in Führung und hatten die übrigen Teilnehmer nach 11 km bereits um über eine Minute abgehängt. Bereits früh gab es einige Ausfälle: Der Italiener Victor Borghi brach sich in der Nähe der Olympiaschanze den Ski und der Finne Martti Sipilä in der Abfahrt nach Celerina das Bein. Die meisten Nordländer lehnten nach 25 km die Zwischenverpflegung ab. Eriksson lag eine Minute vor dem Favoriten Karlsson, ihnen folgten die finnischen Brüder Benjamin Vanninen und Pekka Vanninen. Erikssons Vorsprung schmolz allerdings in der Folge; bei 36 km lag Karlsson in Führung und baute seinen Vorsprung dauernd aus. Bei 41 km betrug er bereits drei Minuten. Der schwedische Doppelsieg war frühzeitig gesichert, denn bei 45 km lag Eriksson fünf Minuten vor Benjamin Vanninen. Dieser verwies seinen Bruder im Schlussspurt schließlich auf den vierten Platz und gewann Bronze.

### 4 × 10 km Staffel
| Platz | Land / Sportler                                                                                      | Zeit                                              |
| ----- | --- | ------------------------------------------------- |
| 1     | Schweden 0000Nils Östensson 0000Nils Täpp 0000Gunnar Eriksson 0000Martin Lundström                   | 2:32:08 h 36:16 min 37:14 min 38:27 min 40:11 min |
| 2     | Finnland 0000Lauri Silvennoinen 0000Teuvo Laukkanen 0000Sauli Rytky 0000August Kiuru                 | 2:41:06 h 38:11 min 38:16 min 40:30 min 44:09 min |
| 3     | Norwegen 0000Erling Evensen 0000Olav Økern 0000Reidar Nyborg 0000Olav Hagen                          | 2:44:33 h 40:15 min 38:37 min 41:39 min 44:02 min |
| 4     | Österreich 0000Josef Gstrein 0000Josef Deutschmann 0000Engelbert Hundertpfund 0000Karl Rafreider     | 2:47:18 h 40:02 min 40:46 min 42:09 min 44:21 min |
| 5     | Schweiz 0000Niklaus Stump 0000Robert Zurbriggen 0000Max Müller 0000Edi Schild                        | 2:48:07 h 41:08 min 40:22 min 42:05 min 44:32 min |
| 6     | Italien 0000Vincenzo Perruchon 0000Silvio Confortola 0000Rizzieri Rodeghiero 0000Severino Compagnoni | 2:51:00 h 41:50 min 41:18 min 41:51 min 46:01 min |
| 7     | Frankreich 0000René Jeandel 0000Gérard Perrier 0000Marius Mora 0000Benoît Carrara                    | 2:51:53 h 42:54 min 42:28 min 42:43 min 43:48 min |
| 8     | Tschechoslowakei 0000Štefan Kovalčík 0000František Balvín 0000Jaroslav Zajíček 0000Jaroslav Cardal   | 2:54:56 h 42:57 min 43:12 min 44:53 min 43:54 min |
| 9     | Jugoslawien 0000Tone Razinger 0000Anton Pogačnik 0000Matevž Kordež 0000Jože Knific                   | 2:55:55 h 41:16 min 43:08 min 45:01 min 46:30 min |
| 10    | Polen 0000Józef Daniel Krzeptowski 0000Stanisław Bukowski 0000Tadeusz Kwapień 0000Stefan Dziedzic    | 2:59:19 h 43:03 min 44:22 min 43:29 min 48:25 min |
| 11    | Liechtenstein 0000Christof Frommelt 0000Arthur Meier 0000Xaver Frick 0000Egon Matt                   | 3:35:39 h 47:25 min 52:51 min 58:21 min 57:02 min |

Datum: 3. Februar 1948, 8:00 Uhr

Höhenunterschied: 250 m

11 Staffeln am Start, alle in der Wertung
In diesem Rennen mit Massenstart erzielten alle vier schwedischen Läufer jeweils die beste Teilzeit. Am Schluss betrug ihr Vorsprung auf die Finnen neun Minuten. Beim ersten Wechsel lag Österreich noch knapp auf der dritten Position, wurde danach aber von Norwegen verdrängt. Es gab einen Protest der Schweiz gegen Österreich, weil Rafreider mit fremder Hilfe auf der Strecke seine Ski gewachst haben soll, jedoch wurde dieser Einspruch abgewiesen.

## Spezialsprunglauf
| Platz | Land | Sportler             | Weiten (m)  | Punkte |
| ----- | ---- | -------------------- | ----------- | ------ |
| 1     | NOR  | Petter Hugsted       | 65,0 / 70,0 | 228,1  |
| 2     | NOR  | Birger Ruud          | 64,0 / 67,0 | 226,6  |
| 3     | NOR  | Thorleif Schjelderup | 64,0 / 67,0 | 225,1  |
| 4     | FIN  | Matti Pietikäinen    | 69,5 / 69,0 | 224,6  |
| 5     | USA  | Gordon Wren          | 69,5 / 69,0 | 222,8  |
| 6     | FIN  | Leo Laakso           | 66,0 / 69,5 | 221,7  |
| 7     | NOR  | Asbjørn Ruud         | 58,0 / 67,5 | 220,2  |
| 8     | FIN  | Aatto Pietikäinen    | 69,0 / 68,0 | 215,4  |
| 9     | SUI  | Fritz Tschannen      | 64,5 / 66,0 | 214,8  |
| 10    | SUI  | Hans Zurbriggen      | 61,0 / 67,0 | 214,0  |
|       |      |                      |             |        |
| 13    | SUI  | Willy Klopfenstein   | 60,0 / 62,5 | 209,3  |
| 17    | SUI  | Andreas Däscher      | 61,0 / 61,0 | 203,8  |
| 19    | AUT  | Hubert Hammerschmidt | 61,0 / 63,0 | 199,8  |
| 24    | AUT  | Gregor Höll          | 60,0 / 62,5 | 195,8  |
| 28    | AUT  | Anton Wieser         | 59,0 / 61,5 | 192,1  |
| 35    | AUT  | Helmut Hadwiger      | 51,0 / 56,5 | 181,4  |

Datum: 7. Februar 1948, 14:30 Uhr

K-Punkt: 68 m

49 Teilnehmer aus 14 Ländern, davon 46 in der Wertung
Diese Disziplin wird auch als Sprunglauf oder Skispringen bezeichnet. Der weiteste Sprung pro Durchgang wurde mit 60 Punkten bewertet, hinzu kamen maximal 60 Punkte für den Sprungstil. Jeweils die tiefste und höchste Wertung der fünf Kampfrichter waren Streichergebnisse. Maximal konnten 240 Punkte erzielt werden. Die beste Weite erzielte Petter Hugsted mit 70 m im zweiten Durchgang. Bei den Stilnoten blieben die Norweger unerreicht, was die Grundlage ihres Dreifacherfolgs bildete.
Anhaltender Schneefall verursachte bei Tagesanbruch eine mindestens 10 cm hohe Neuschneeschicht. Nach der Schneeräumung ließ die Jury den Norweger Hohl als Vorspringer herunter; dieser stürzte schwer und musste in ärztliche Pflege genommen werden. Danach wurde der Beginn auf 14:30 Uhr verschoben. Der Himmel lichtete sich, die Temperatur betrug −6 °C. Schjelderup war der erste Konkurrent mit hervorragender Leistung, seine 64 m brachten ihm von allen Wertungsrichtern 18,5 Punkte. Matti Pietikäinen gelang mit 69 m der weiteste Sprung des ersten Durchgangs, doch wurde er nicht übermäßig gut benotet. Birger Ruud blieb um 5 m hinter dem Finnen, übertraf ihn aber stilistisch klar, mit der bestbewerteten Leistung. Der nachmalige Sieger Hugstedt (65 m) erhielt ansprechende Noten. Im zweiten Durchgang sprang Schjelderup 67 m und erhielt ausgezeichnete Noten. Pietikäinen sprang 69 m, kam jedoch stilistisch nicht an die Norweger heran. Ruud sprang 67 m und wurde mit ausgezeichneten Stilnoten belohnt. Hugstedt gelang mit 70 m die Bestweite des Tages und entschied die Konkurrenz für sich. Zwar flog der Jugoslawe Janez Polda einen Meter weiter, konnte den Sprung aber nicht stehen und stürzte.

## Nordische Kombination
| Rang | Land | Athlet               | Skilanglauf | Skilanglauf | Skispringen | Gesamt |
| Rang | Land | Athlet               | Zeit [h]    | Pkte. (Pl.) | Pkte. (Pl.) | Punkte |
| ---- | ---- | -------------------- | ----------- | ----------- | ----------- | ------ |
| 01   | FIN  | Heikki Hasu          | 1:16:43     | 240,00 0(1) | 208,8 (=8)  | 448,80 |
| 02   | FIN  | Martti Huhtala       | 1:19:28     | 224,15 0(2) | 220,5 0(6)  | 433,65 |
| 03   | SWE  | Sven Israelsson      | 1:21:44     | 211,50 0(4) | 221,9 0(1)  | 433,40 |
| 04   | SUI  | Niklaus Stump        | 1:22:15     | 208,50 0(7) | 213,0 0(5)  | 421,50 |
| 05   | FIN  | Olavi Sihvonen       | 1:22:26     | 207,00 0(8) | 209,2 0(7)  | 416,20 |
| 06   | NOR  | Eilert Dahl          | 1:22:52     | 205,50 (10) | 208,8 (=8)  | 414,30 |
| 07   | FIN  | Pauli Salonen        | 1:22:28     | 207,00 0(9) | 206,3 (10)  | 413,30 |
| 08   | NOR  | Olaf Dufseth         | 1:21:50     | 211,50 0(5) | 201,1 (16)  | 412,60 |
| 09   | SWE  | Erik Elmsäter        | 1:22:12     | 208,95 0(6) | 202,0 (15)  | 410,95 |
| 10   | SWE  | Clas Haraldsson      | 1:24:21     | 197,35 (15) | 213,4 0(4)  | 410,75 |
|      |      |                      |             |             |             |        |
| 13   | SUI  | Alfons Supersaxo     | 1:24:29     | 196,50 (16) | 203,9 (13)  | 400,40 |
| 16   | AUT  | Josef Gstrein        | 1:25:04     | 193,50 (17) | 188,2 (25)  | 381,70 |
| 17   | SUI  | Theo Allenbach       | 1:23:54     | 199,50 (12) | 176,6 (32)  | 376,10 |
| 18   | SUI  | Gottlieb Perren      | 1:26:27     | 186,00 (20) | 187,8 (26)  | 373,80 |
| 21   | AUT  | Karl Martitsch       | 1:31:19     | 162,00 (27) | 198,2 (17)  | 360,20 |
| 23   | AUT  | Hubert Hammerschmidt | 1:32:47     | 154,50 (30) | 202,4 (14)  | 356,90 |

Datum: 31. Januar, 10:00 Uhr (Langlauf, als Teil des 18-km-Rennens)
1. Februar 1948, 14:30 Uhr (Skispringen)
39 Teilnehmer aus 13 Ländern, davon 38 in der Wertung
In den Anfangsjahrzehnten wurde die Nordische Kombination in nur einer Variante ausgetragen. Immer noch wurde das Laufen als erste Teildisziplin durchgeführt, wobei die Teilnehmer auch hier in St. Moritz wie bei den vier vorangegangenen Spielen am Rennen der Langlaufspezialisten über 18 Kilometer teilnahmen und gesondert auch für die Nordische Kombination gewertet wurden. Der Sieger des Langlaufs erhielt 240 Punkte, für alle folgenden gab es entsprechende Punktabzüge. Der am Tag darauf durchgeführte Sprunglauf bestand erstmals aus drei Versuchen, von denen die besten zwei Sprünge in die Wertung kamen.
Überraschend konnte Norwegen, das bisher immer den Sieger gestellt und darüber hinaus alle weiteren olympischen Medaillen gewonnen hatte, erstmals kein Edelmetall gewinnen. Das allerdings hatte sich schon im Vorjahr bei den Wettkämpfen am Holmenkollen in Oslo angedeutet, als der beste Norweger nur Platz drei hinter dem Schweden Sven Israelsson und dem Schweizer Niklaus Stump belegt hatte.
39 der 84 Starter beim 18-km-Langlauf waren gleichzeitig Teilnehmer der Nordischen Kombination. Hier gab es einen weiteren Schock für die Norweger, diesmal von ihren finnischen Nachbarn. Einer der jüngsten Teilnehmer des Wettbewerbs, der 21-jährige bisher kaum bekannte Heikki Hasu, deklassierte seine Gegner und lag fast drei Minuten vor seinem Landsmann, dem bekannteren Martti Huhtala. Olav Odden hatte als bester Norweger auf Platz drei schon fast fünf Minuten Rückstand. Israelsson und Stump, die beide zu den besten Springen gehörten, lagen dicht hinter Odden.
Vor dem Kombinationsspringen hatte es von 11 bis 12.30 Uhr heftig geschneit, den aufkommenden Nebel fegte ein leichter Nordwind weg. Ab 13 Uhr gab es ein Trainingsspringen. Schon im ersten Durchgang fiel eine große Uneinheitlichkeit in der Notengebung auf. Im zweiten Durchgang verdarb sich der Finne Pauli Salonen seine gute Ausgangsposition durch einen Sturz im Übergang zur Ebene. Außer den Schweizern gab es bei den weiteren Mitteleuropäern nur wenige wirklich gute Athleten in dieser Konkurrenz.
Die größte Weite erzielte der US-Amerikaner Gordon Wren mit 68,5 m im zweiten Durchgang, was ihm den zweiten Platz im Springen einbrachte. Sein Landsmann Corey Engen beeindruckte mit Platz drei im Springen, doch Wren und Engen hatten im Langlauf zu weit zurückgelegen, um eine Top-Platzierung in der Endwertung zu erreichen.
Israelsson war der beste Springer von allen, konnte Huhtala im Kampf um Silber aber nicht einholen und musste sich mit Bronze begnügen. Die beiden führenden Finnen hatten beim Springen einen guten Tag und verteidigten ihre Platzierungen aus dem Lauf. Hasu wirkte bei seinen 64 Metern im dritten Sprung sicher. Stump begann sehr gut, doch im zweiten Durchgang erhielt er zu viel Luft unter die Latten, konnte aber die Landung gerade noch stehen. Seine Noten waren niedrig, sodass er im dritten Durchgang nicht alles riskieren wollte. Dennoch rückte er in der Endabrechnung vom siebten auf den vierten Platz vor. Für die Norweger verlief das Springen noch schlechter als der Langlauf. Odden fiel auf den elften Platz zurück. Eilert Dahl belegte als bester Norweger im Springen den achten Platz und konnte in der Endwertung immerhin noch auf Rang sechs vorrücken.
Die Siegerehrung für diesen Wettbewerb war vorgesehen für den 3. Februar im Eisstadion als erste von drei Ehrungen in den beiden Drittelpausen des Eishockey-Matches Schweiz gegen England. Weil das Spiel verschoben werden musste, wurden die Zeremonien in der Nordischen Kombination sowie der Herren- und Damen-Abfahrt gleich zu Anfang präsentiert. Dabei war es wohl nicht so selbstverständlich, dass zwei finnische Fahnen zur Hand waren für die beiden Erstplatzierten der Nordischen Kombination. Doch schließlich konnte die Ehrung – mit entsprechenden Fahnen – stattfinden.